# ساوت لیما (نیویورک)
ساوت لیما (به انگلیسی: South Lima) یک منطقهٔ مسکونی در ایالات متحده آمریکا است که در نیویورک واقع شده‌است. ساوت لیما ۲۴۰ نفر جمعیت دارد و ۲۷۰٫۹۷ متر بالاتر از سطح دریا واقع شده‌است.